# Metro Pictures Corporation
La Metro Pictures Corporation, nata come società di distribuzione, fu una casa di produzione, precursore della Metro-Goldwyn-Mayer, fondata nel 1915 a Jacksonville, in Florida, da Richard A. Rowland, George Grombacker e Louis B. Mayer. La compagnia produsse i suoi film a New York, Los Angeles e, talvolta, in studi in affitto a Fort Lee, nel New Jersey.

## Stelle della Metro
Le più grandi star della Metro durante il periodo della prima guerra mondiale furono alcune coppie dello schermo come quella formata da May Allison e Harold Lockwood, vittima quest'ultimo nel 1918 dell'influenza spagnola, e quella composta da Francis X. Bushman e Beverly Bayne, romanticamente coinvolti anche nella realtà.
Altre grandi star della Metro furono Mae Murray e Viola Dana mentre, dal teatro, provenivano i nomi illustri di Ethel e Lionel Barrymore, Emmy Wehlen ed Emily Stevens. Prima di fondersi con la MGM nel 1924, la Metro riuscì ad aggiungere nel proprio carnet anche i nomi di Lillian Gish, Buster Keaton, Jackie Coogan, Marion Davies, Ramón Novarro, Wallace Beery e Lewis Stone

## Filmografia

### Produzione
- The Slacker, regia di Christy Cabanne (1917)
- Life's Whirlpool, regia di Lionel Barrymore (1917)
- The Eternal Mother, regia di Frank Reicher (1917)
- L'ambiziosa (An American Widow), regia di Frank Reicher (1917)
- Her Boy, regia di George Irving (1918)
- Rivelazione (Revelation), regia di George D. Baker (1918)
- Treasure of the Sea, regia di Frank Reicher (1918)
- The Trail to Yesterday, regia di Edwin Carewe (1918)
- Our Mrs. McChesney, regia di Ralph Ince  (1918)
- Boston Blackie's Little Pal, regia di E. Mason Hopper (1918)
- No Man's Land, regia di Will S. Davis (1918)
- Unexpected Places, regia di E. Mason Hopper (1918)
- The Spender, regia di Charles Swickard (1919)
- The Divorcee, regia di Herbert Blaché (1919)
- Faith, regia di Charles Swickard e Rex Wilson  (1919)
- Peggy Does Her Darndest, regia di George D. Baker (1919)
- Blind Man's Eyes, regia di John Ince (1919)
- Blackie's Redemption, regia di John Ince (1919)
- The Lion's Den
- One-Thing-At-a-Time O'Day, regia di John Ince (1919)
- The Microbe, regia di Henry Otto (1919)
- Easy to Make Money, regia di Edwin Carewe (1919)
- The Right of Way, regia di John Francis Dillon (1920)
- Alias Jimmy Valentine, regia di Edmund Mortimer e Arthur Ripley (1920)
- Held in Trust, regia di John Ince (1920)
- The Price of Redemption, regia di Dallas M. Fitzgerald (1920)
- Lo sciocco (The Saphead), regia di Herbert Blaché, Winchell Smith (1920)
- The Last Card, regia di Bayard Veiller (1921)
- The Idle Rich, regia di Maxwell Karger (1921)
- Marito, si... ma a modo mio! (Fourteenth Lover), regia di Harry Beaumont (1922)
- Gente onesta (Turn to the Right), regia di Rex Ingram (1922)
- The Right That Failed, regia di Bayard Veiller (1922)
- Kisses, regia di Maxwell Karger  (1922)
- Love in the Dark, regia di Harry Beaumont (1922)
- An Old Sweetheart of Mine, regia di Harry Garson (1923)
- The Face Between, regia di Bayard Veiller (1922)
- Scaramouche, regia di Rex Ingram (1923)
- Penna d'aquila (The Eagle's Feather), regia di Edward Sloman (1923)
- Pandemonio (A Noise in Newboro), regia di Harry Beaumont (1923)
- Don't Doubt Your Husband, regia di Harry Beaumont (1924)

## Galleria d'immagini

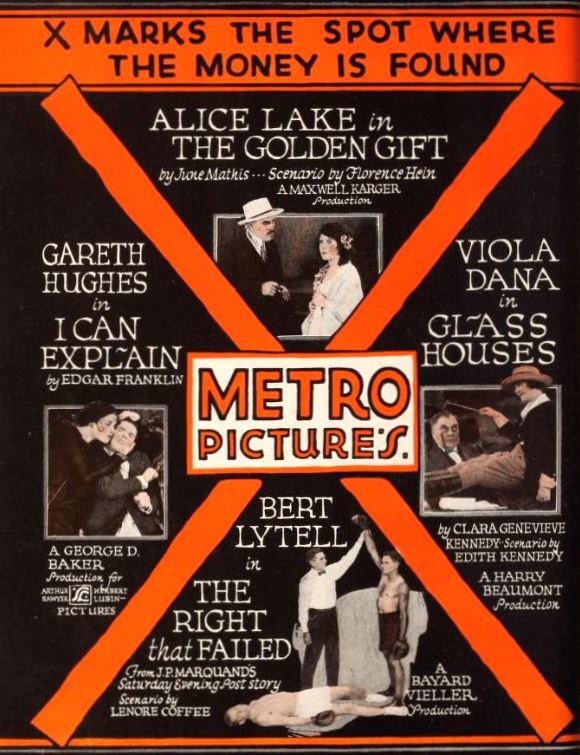
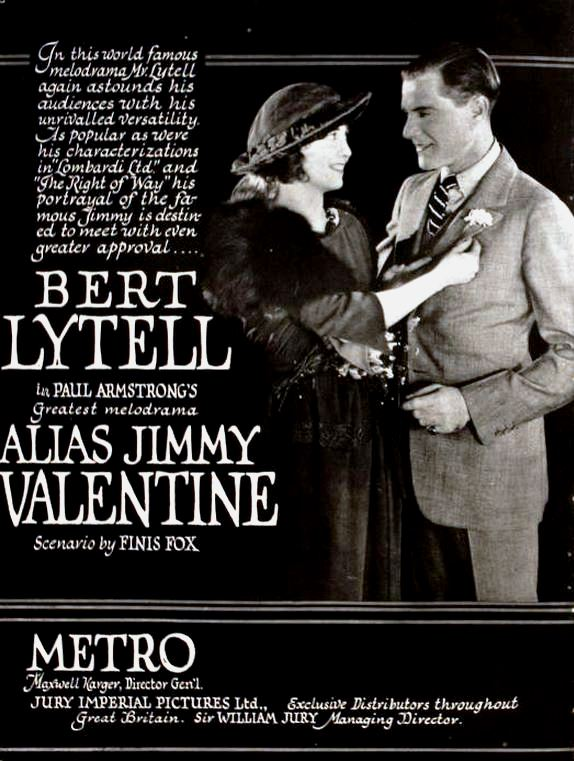
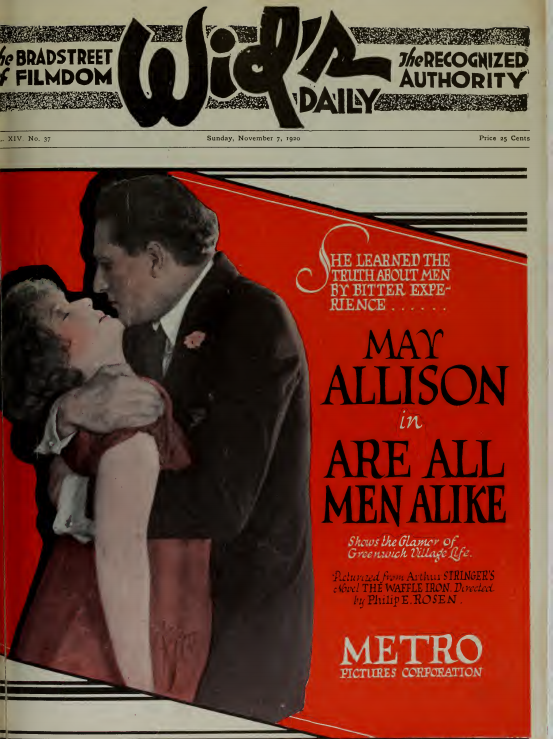
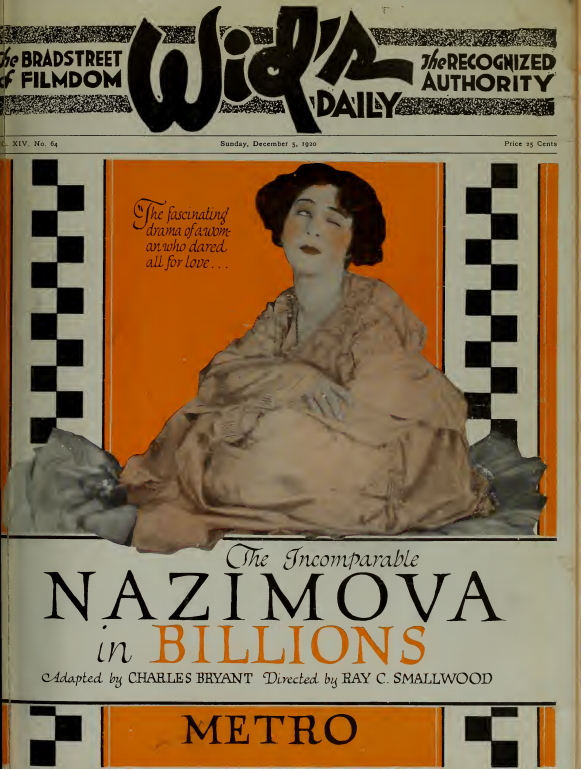
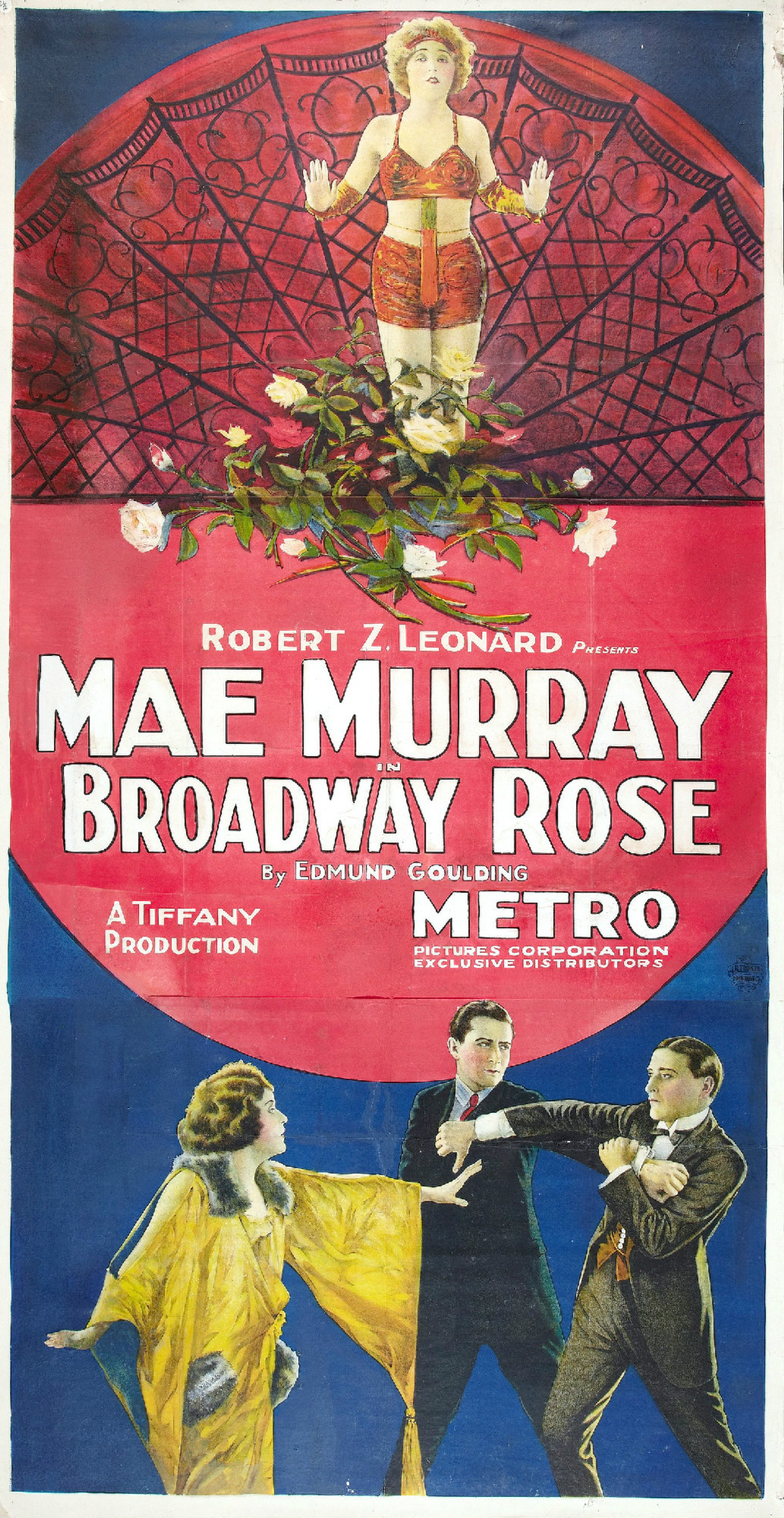
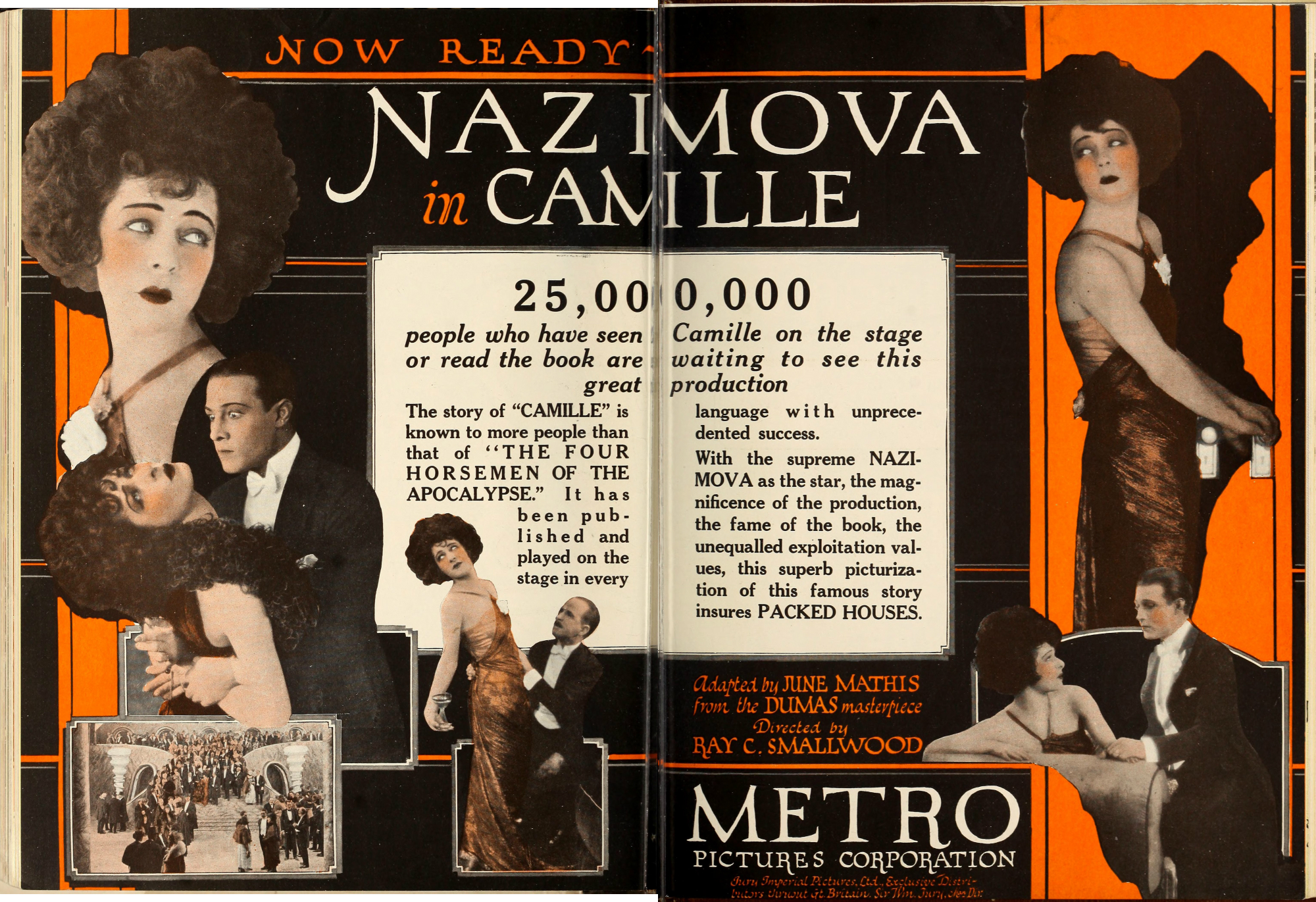
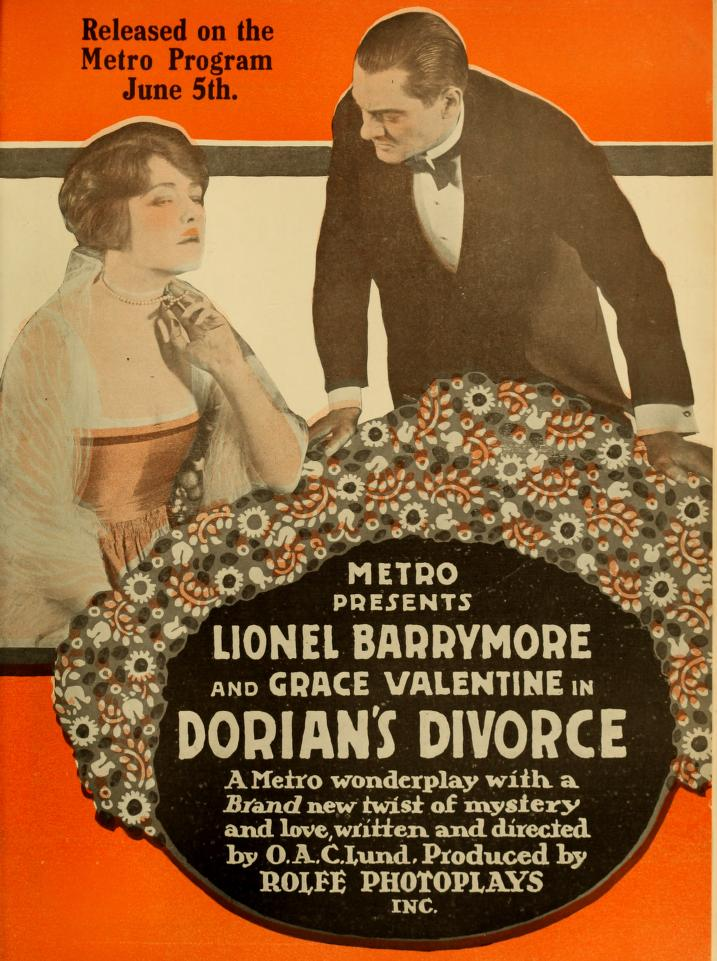
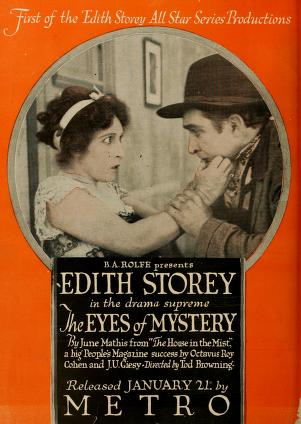
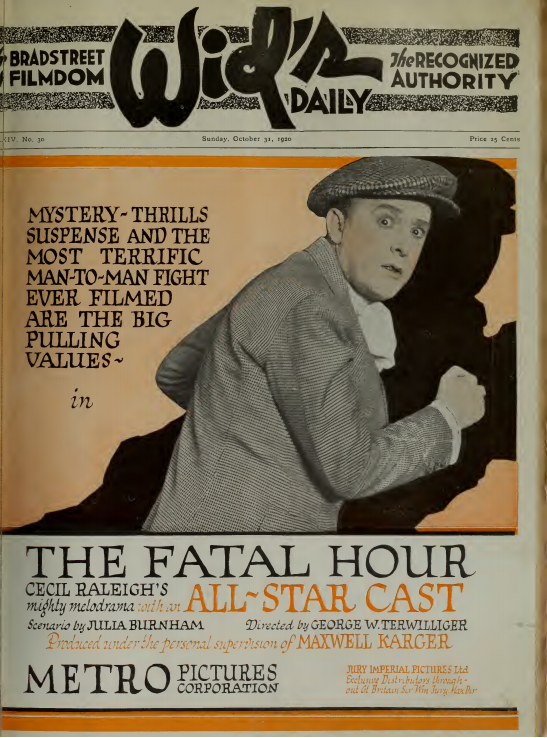
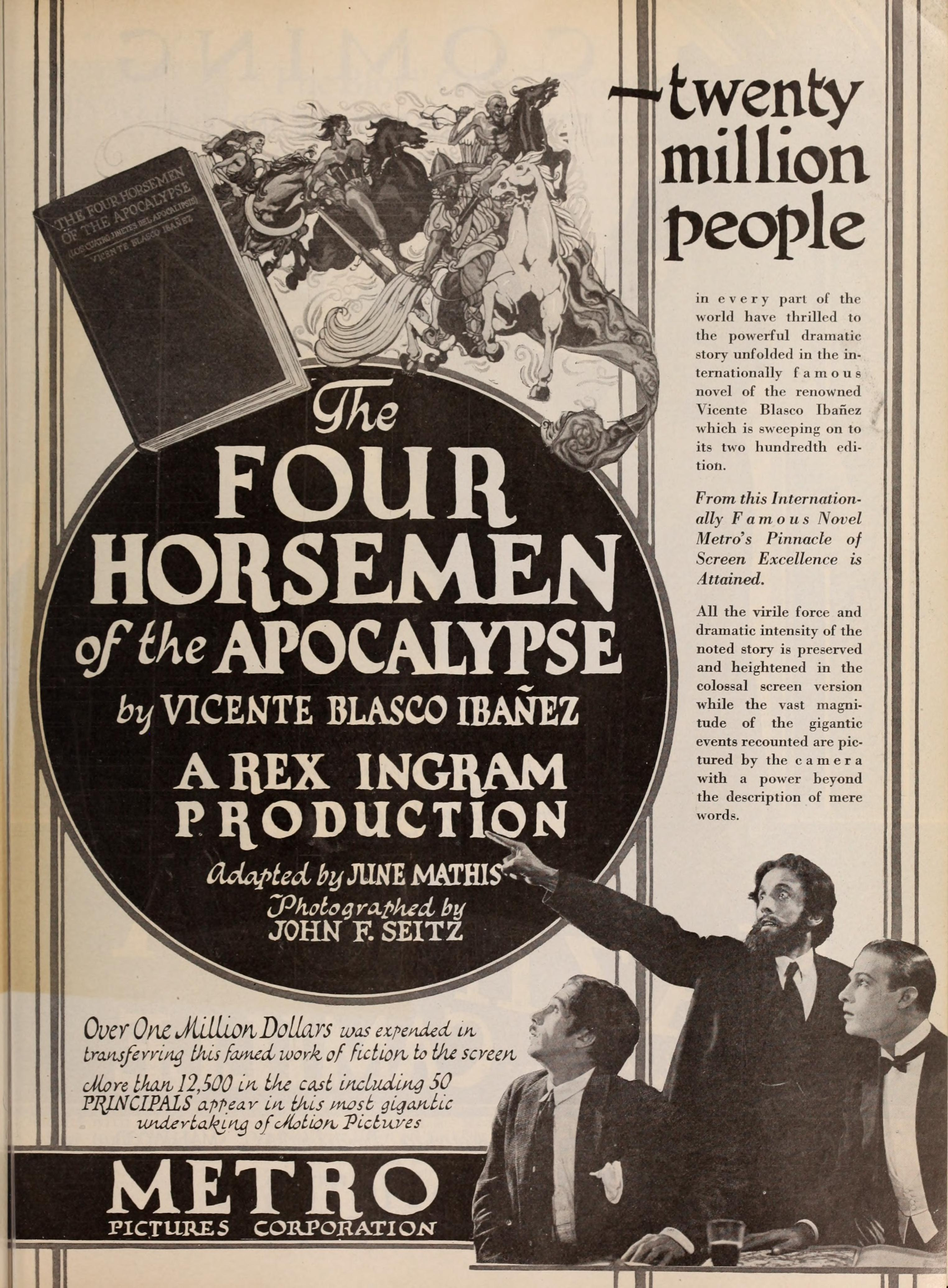
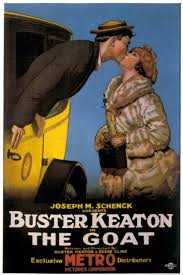
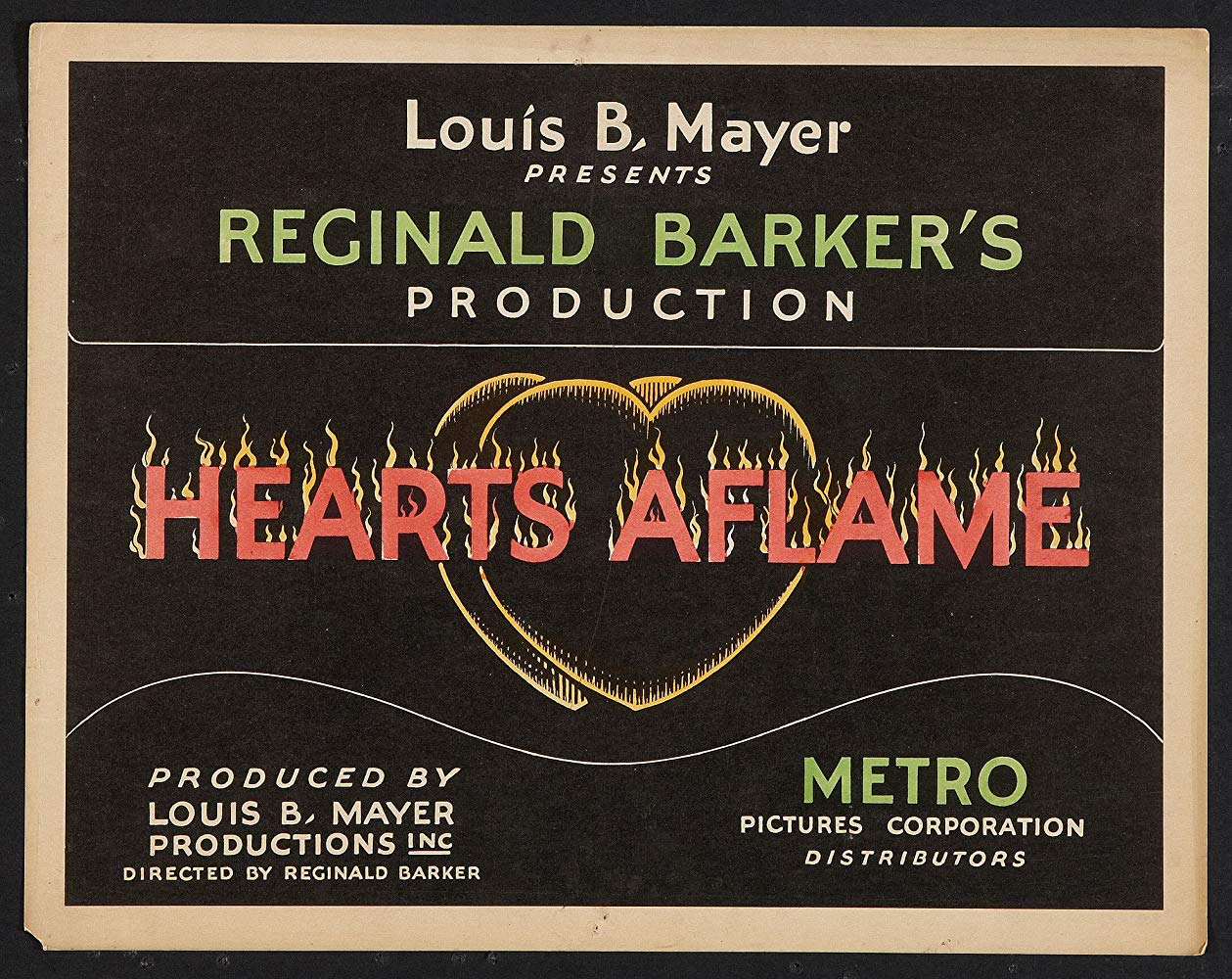
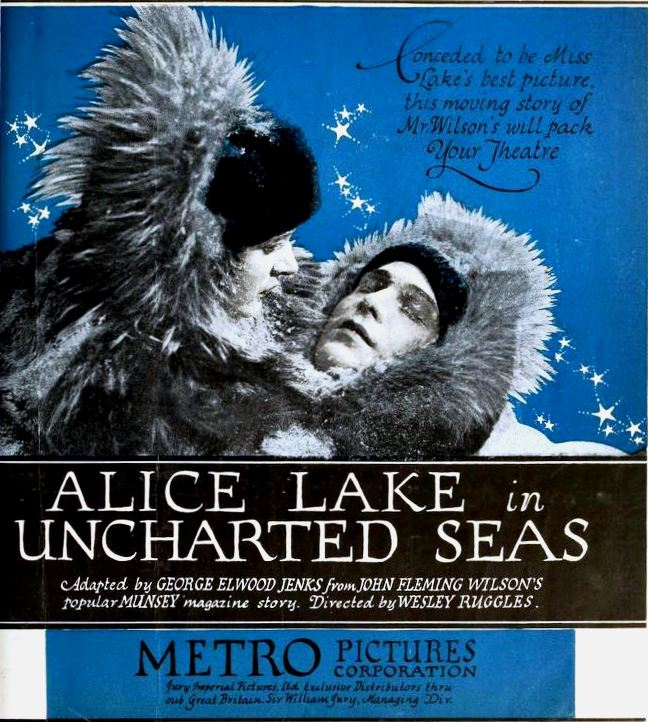

### Distribuzione
- The High Road, regia di John W. Noble (1915)
- The Shooting of Dan McGrew, regia di Herbert Blaché (1915)
- The Right of Way, regia di John W. Noble (1915)
- Barbara Frietchie, regia di Herbert Blaché (1915)
- The Soul Market, regia di Francis J. Grandon (1916)
- Her Great Price, regia di Edwin Carewe (1916)
- The Kiss of Hate, regia di William Nigh (1916)
- Playing with Fire, regia di Francis J. Grandon (1916)
- The Spell of the Yukon, regia di Burton L. King (1916)
- The Scarlet Woman, regia di Edmund Lawrence (1916)
- The Eternal Question, regia di Burton L. King (1916)
- The Devil at His Elbow, regia di Burton L. King (1916)
- The Stolen Triumph, regia di David Thompson (1916)
- The Awakening of Helena Ritchie, regia di John W. Noble (1916)
- The White Raven, regia di George D. Baker (1917)
- A Magdalene of the Hills, regia di John W. Noble (1917)
- The Call of Her People, regia di John W. Noble (1917)
- The Slacker, regia di Christy Cabanne (1917)
- Life's Whirlpool, regia di Lionel Barrymore (1917)
- L'ambiziosa (An American Widow), regia di Frank Reicher (1917)
- Her Boy, regia di George Irving (1918)
- Rivelazione (Revelation), regia di George D. Baker (1918)
- Treasure of the Sea, regia di Frank Reicher (1918)
- The Trail to Yesterday, regia di Edwin Carewe (1918)
- A Man's World, regia di Herbert Blaché (1918)
- No Man's Land, regia di Will S. Davis (1918)
- Our Mrs. McChesney, regia di Ralph Ince  (1918)
- Boston Blackie's Little Pal, regia di E. Mason Hopper (1918)
- Unexpected Places, regia di E. Mason Hopper (1918)
- The Spender, regia di Charles Swickard (1919)
- The Divorcee, regia di Herbert Blaché (1919)
- Faith, regia di Charles Swickard e Rex Wilson  (1919)
- Blind Man's Eyes, regia di John Ince (1919)
- Blackie's Redemption, regia di John Ince (1919)
- The Lion's Den
- One-Thing-At-a-Time O'Day, regia di John Ince (1919)
- Easy to Make Money, regia di Edwin Carewe (1919)
- The Right of Way, regia di John Francis Dillon (1920)
- Alias Jimmy Valentine, regia di Edmund Mortimer e Arthur Ripley (1920)
- Held in Trust, regia di John Ince (1920)
- The Price of Redemption, regia di Dallas M. Fitzgerald (1920)
- Lo sciocco (The Saphead), regia di Herbert Blaché, Winchell Smith (1920)
- The Idle Rich, regia di Maxwell Karger (1921)
- Marito, si... ma a modo mio! (Fourteenth Lover), regia di Harry Beaumont (1922)
- The Right That Failed, regia di Bayard Veiller (1922)
- Kisses, regia di Maxwell Karger  (1922)
- The Face Between, regia di Bayard Veiller (1922)
- Love in the Dark, regia di Harry Beaumont (1922)
- An Old Sweetheart of Mine, regia di Harry Garson (1923)
- Scaramouche, regia di Rex Ingram (1923)
- Penna d'aquila (The Eagle's Feather), regia di Edward Sloman (1923)
- Pandemonio (A Noise in Newboro), regia di Harry Beaumont (1923)
- Don't Doubt Your Husband, regia di Harry Beaumont (1924)